# Aspergillus fumisynnematus
Aspergillus fumisynnematus är en svampart som beskrevs av Y. Horie, Miyaji, Nishim., Taguchi & Udagawa 1993. Aspergillus fumisynnematus ingår i släktet Aspergillus och familjen Trichocomaceae.   Inga underarter finns listade i Catalogue of Life.